# Serguéi Briliov
Serguéi Borísovich Briliov (en ruso: Сергей Борисович Брилёв, 24 de julio de 1972, La Habana, Cuba) - es periodista y figura clave de varias organizaciones no gubernamentales en Europa y América Latina. Es conductor de noticieros y documentales de la televisión estatal rusa, Presidente del Instituto Bering-Bellingshausen para las Américas (Montevideo, Uruguay), miembro del Presidium del Consejo de Política Exterior y de Defensa de Rusia (ONG más antigua de Rusia), único periodista ruso que entrevistó a los dos últimos presidentes de Rusia y de los EE.UU: Putin con Bush y Medvédev con Obama.

## Biografía
Nació el 24 de julio de 1972 en La Habana (Cuba), pero las leyes soviéticas de aquella época obligaron a sus padres a registrarlo como nacido en Moscú, URSS. La infancia y la adolescencia transcurrieron entre Moscú, el Ecuador y el Uruguay (donde trabajaban sus progenitores). En la escuela y ya como estudiante actuó en teatro de aficionados (en la escuela moscovita 109, en la 9a microrregión de Tiopli Stan).
Educación: Instituto (Universidad) Estatal de Relaciones Internacionales de Moscú (1989-1995, periodismo internacional). Tomó una licencia académica durante la cual terminó el Instituto de Idiomas Extranjeros en Montevideo (Uruguay). En los años siguientes asistió a cursos en la BBC (Gran Bretaña) y en la Agencia de Desarrollo Internacional (EE.UU.).Inició estudios en la facultad de dirección de empresas de la Universidad Westminster (Londres), pero abandonó los cursos por la sobrecarga en el trabajo.
Domina libremente los idiomas inglés y español.
Casado. Una hija.

## Trabajo
1990-1993: Diario “Komsomólskaia Pravda”. Practicante, becario, corresponsal-pasante de la sección de ciencia y educación.
Mientras estudiaba en el Uruguay (1990-1991) trabajó como autor regular de los diarios locales "La República" y "El Observador Económico". Por ese entonces tuvo la primera experiencia televisiva: coautor del programa5 en el canal “SODRE” de Uruguay, sobre los antiguos creyentes rusos en el Departamento de Río Negro.
1993-1995: “Novedades de Moscú”. Corresponsal especial de la sección internacional del periódico. En lo fundamental escribía sobre América Latina. En este marco fue el primer corresponsal de “NM” que llegó a Cuba luego de que en la isla se prohibiera la distribución de “NM” (durante la crisis de los balseros). En paralelo fue corresponsal moscovita del uruguayo “El Observador Económico” y el argentino “La Razón” y trabajó como experto sobre América Latina en la Duma de Estado (Cámara de Diputados) de la Federación Rusa. Cuando trabajaba en “Novedades de Moscú” comenzó a realizar en forma regular reportajes televisivos para el programa “Panorama Internacional” (con Dmitri Iákushev) y “Fórmula 730”, donde recibió la propuesta para trabajar en el programa televisivo “Noticias”.
Desde 1995, en el canal televisivo “Rusia" (RTR):
En 1995-1996 – corresponsal especial de “Noticias” (entre otros trabajos, durante la “Primera guerra chechena” y los acontecimientos en Budiónnovsk).
En 1996-2001 – director de la oficina de la TV estatal rusa en Londres. La primera transmisión en calidad de conductor tuvo lugar el 11 de septiembre de 2001 (día de los atentados terroristas en los EE.UU.).
Conductor de las noticias diarias nocturnas (2001-2003), de programas políticos semanales “Noticias de la semana” (2003-2007) y de “Noticias en sábado” (Septiembre 2008- Febrero 2022). En los intervalos y pausas condujo los programas “Fuerte Boyard” (sesión rusa de 2002), “Quinto Estudio” (2007-2008), “Línea directa con el Presidente Putin” y también “Federación”,  documentales “Línea de Nazarbáev” y “¿Esto es todo?” acerca de Anatoli Chubais y la finalización de su actividad en el monopolio electro-energético ruso RAO EES (en el canal “Rossía-24”), “La crisis del Caribe. La historia poco entendidada” (2012), “Práctica constitucional” (2013), “El misterio de tres océanos” (2014).
Una de las direcciones fundamentales de su actividad profesional son los reportajes integrales con “primeros personajes”. Los presidentes de Rusia Putin y Medviédev, todos los primeros ministros de Rusia, todos los cancilleres de Rusia, el presidente de la URSS Gorbachov. En el extranjeros, los presidentes de los EE.UU Bush y Obama, los primeros ministro Major, Blair, Brown y Cameron (Gran Bretaña), los presidentes Xi (República Popular de China) Iúshenko y Ianukovich (Ucrania), Lukashenko (Bielorrusia), Chávez (Venezuela), Nazarbáiev (Kazastán), Akáiev (Kirguizia), Ortega (Nicaragua), ministro-tutor Li Kvan Iu (Singapur), presidentes McAleese (Irlanda), Kocharián y Sargsián (Armenia), Alíev (Azerbaidzhán), primeros ministros Stoltenberg (Noruega), Olmert y Netaniahu (Israel), Koizumi (Japón), presidentes Assad (Siria), Halonen (Finlandia), Correa (Ecuador), Morales (Bolivia), Sanguinetti (Uruguay), Bachelet (Chile), Kwasniewski  (Polonia), Nguen y Truong (Vietnam), ministros de Relaciones Exteriores y secretarios de Estado Kissinger, Schultz, Powell, Rice (EE.UU.), Cook, Straw, Beckett y Miliband (Gran Bretaña), Barnier, Douste-Blazy,  Kouchner y Juppé (Francia), consejero del Consejo de Estado de Cuba Fidel Castro-hijo, etc.

## Publicaciones
Брилёв С. Б. Забытые союзники во Второй мировой войне. — М.: ОлмаМедиаГрупп, 2012. — 712 с. — ISBN 978-5-373-04750-0
Брилёв С. Б. Фидель. Футбол. Фолкленды. — М.: Зебра-Е, 2008. — 272 с. — (Знаки времен). — ISBN 978-5-94663-590-5

## Condecoraciones
2006 — orden de la Amistad (2006)[8].
Меdalla «300 años San Petersburgo» (2003); Меdalla «1000 años de Kazán» (2005); Меdalla «200 años del Servicio Consular de la Cancillería rusa » (2009); Agradecimientos de los Presidentes de la FR (2003, 2008, 2010).
Finalista «ТEFI-96» (Academia de TV rusa, nominación «Reportero»).
Vencedor de  «ТEFI-2002» (Academia de Tv rusa, nominación «Conductor de Noticias») y «ТEFI-2006» (nominación «Conductor de programa informativo-analítico»).
Laureado de los premios «Mejor pluma de Rusia» (2002), «Мaster» (2004, San Petersburgo), «Carrera del año» (En la nominación «Por tratamiento audaz en el aire», 2007), «El honor es más que la ganancia» (en la nominación «Premio Volski», UREI, 2009), «Pluma de cristal» (en la nominación «Persona del año», Таtarstán, 2010), premio Presidente de Kazajistán (2010), premio Rospechati (Prensa Rusa) «Por un ejemplar dominio del idioma ruso».

## Observaciones
↑ Serguéi Briliov: Tenemos buenas “Noticias” – Diario Trud ↑ Novedades NEWSru.com : El corresponsal londinense de “Novedades” conducirá el noticiero nocturno en RTR en lugar de Revenko ↑ Lenta.ru: Media: El nuevo programa de Revenko se emitirá el 16 de septiembre ↑ Lenta.ru: Меdiа: Briliov reemplazará a Revenko como conductor de “Noticias de la semana"
↑ ¿Por qué Serguéi Briliov dejó “Noticias de la semana"? – Diario Izvestia 
↑ Kámenskaia, Alina Kabáieva y Serguéi Briliov marchan a conquistar el Fuerte Bayard // KP.RU 
↑ Serguéi Briliov volverá al “segundo botón” con un nuevo proyecto — Susana Alperina — Rossiiskaia Gazeta 
↑ DECRETO del Presidente de la FR del 27.11.2006 N 1316 «SOBRE LA CONDECORACIÓN DE ÓRDENES ESTATALES DE LA FEDERACIÓN RUSA »
- Datos: Q4096529
- Multimedia: Sergey Brilev / Q4096529